# Комјак
Комјак (фр. Comiac) насеље је и општина у јужној Француској у региону Миди Пирене, у департману Лот која припада префектури Фижак.
По подацима из 2011. године у општини је живело 230 становника, а густина насељености је износила 7,86 становника/km². Општина се простире на површини од 29,27 km². Налази се на средњој надморској висини од 515 метара (максималној 621 m, а минималној 171 m).

## Демографија
| 1962. | 1968. | 1975. | 1982. | 1990. | 1999. | 2011. |
| ----- | ----- | ----- | ----- | ----- | ----- | ----- |
| 471   | 473   | 363   | 307   | 272   | 252   | 230   |

График промене броја становника у току последњих година